# Margeriter
Margeritsläktet (Argyranthemum) är ett släkte i familjen korgblommiga växter.